# Conjunto simplemente conexo

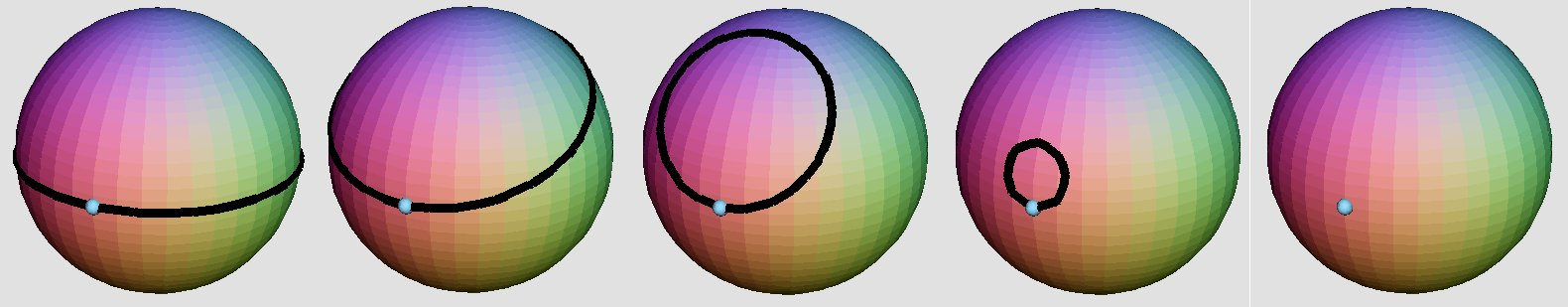
La esfera es simplemente conexa ya que es conexa por caminos y todo lazo puede contraerse continuamente sobre la superficie a un punto.

En topología, se dice que un espacio topológico es simplemente conexo cuando es conexo por caminos y su grupo fundamental es el grupo trivial. De forma equivalente, un espacio topológico {\displaystyle X} es simplemente conexo si es conexo por caminos y toda aplicación continua {\displaystyle f:[0,1]\to X} que sea un lazo, es decir, que verifique {\displaystyle f(0)=f(1)=p} para algún punto {\displaystyle p\in X}, es contractible de forma continua a dicho punto mediante una homotopía {\displaystyle H:[0,1]\times [0,1]\to X} tal que {\displaystyle H(s,0)=f(s)} y {\displaystyle H(s,1)=p}.
En un espacio simplemente conexo se cumple que entre todo par de puntos existe una única clase de homotopía de caminos, es decir, todos los caminos que los conectan son homotópos entre sí. El término "simplemente conexo" viene precisamente de esta propiedad: sólo existe una forma, salvo homotopía, de conectar con un camino cualquier par de puntos del espacio.
La noción de conexión simple es crucial en la conjetura de Poincaré.

## Ejemplos
Informalmente, un objeto es simplemente conexo si está formado por una sola pieza y no contiene agujeros que lo atraviesen.

Este espacio no es simplemente conexo. Aunque es conexo por caminos, tiene agujeros que lo atraviesan y por tanto su grupo fundamental no es trivial.

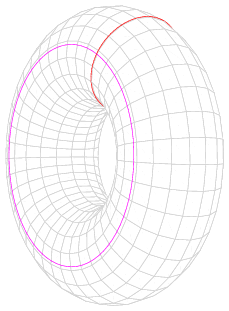
Un toro no es simplemente conexo. Ninguno de los dos lazos coloreados puede contraerse en un punto sin abandonar la superficie.

- El espacio euclídeo {\displaystyle \mathbb {R} ^{n}} es simplemente conexo.
- El espacio euclídeo sin el origen {\displaystyle \mathbb {R} ^{n}-\{\mathbf {0} \}} no es simplemente conexo. Para {\displaystyle n=1,\mathbb {R} -\{0\}} no es conexo por caminos; para {\displaystyle n=2,\mathbb {R} ^{2}-\{\mathbf {0} \}} tiene un grupo fundamental isomorfo a {\displaystyle (\mathbb {Z} ,+)} que es diferente al grupo trivial.
- La esfera {\displaystyle n}-dimensional {\displaystyle S^{n}} es simplemente conexa si y solo si {\displaystyle n\geq 2}.
- El toro es conexo por caminos, pero su grupo fundamental es isomorfo a {\displaystyle (\mathbb {Z} \times \mathbb {Z} ,+)}. Por tanto, no es simplemente conexo.
- Todo espacio contractible es simplemente conexo. Lo opuesto no es cierto; por ejemplo, la esfera {\displaystyle S^{2}} es simplemente conexa pero no es contractible.
- Todo subespacio convexo en {\displaystyle \mathbb {R} ^{n}} es simplemente conexo. En efecto, todo subespacio convexo es contractible.